# 245. Infanterie-Division (Wehrmacht)
Die 245. Infanterie-Division war ein militärischer Großverband der Wehrmacht im Deutschen Reich.

## Geschichte

### Aufstellung
Die Division wurde aus der Division D vom Truppenübungsplatz Bergen gebildet und am 8. September 1943 bei Rouen in Frankreich durch den Wehrkreis XI als 245. Infanterie-Division aufgestellt. 

### Operation Overlord
Nach der  Landung der Alliierten im Juni 1944 in der Normandie war sie ununterbrochen im Einsatz und kämpfte in Frankreich bei Dieppe.
Es folgten Kämpfe in Belgien, in den Niederlanden bei Tilburg und Breda, in Deutschland am Niederrhein bei Wesel, an der Weser bei Bremen und nördlich der Elbe im Lauenburger Land.

### Endkampf an der Elbe
Die Division wurde Ende April 1945 als Gegenstoßreserve für die mit dem britischen Elbübergang erwartete Fallschirmjäger-Landung nördlich von Lauenburg bereitgehalten. Nachdem diese nicht stattgefunden hatte, wurde sie vom Oberbefehlshaber Nordwest zur Verteidigung gegen die aus dem Lauenburger Brückenkopf nach Norden vorrückenden britischen Kräfte freigegeben.
Die Division wurde von Generalleutnant Erwin Sander geführt. Er ließ die Division in der Nacht zum 30. April 1945 beiderseits Witzeeze Bereitstellung beziehen. Dann setzte er zwei Angriffskolonnen ein: westlich Witzeeze das Grenadier-Regiment 937 unter Oberstleutnant Walter Nass, in Witzeeze und ostwärts des Ortes das Grenadier-Regiment 935 unter Oberstleutnant Werner Lutze, verstärkt durch die Panzerjägerkompanie. An Artillerie-Unterstützung standen Sander keine eigenen Geschütze, aber zwei schwere Eisenbahn-Flak-Batterien 12,8 cm zur Verfügung. Sie hatten ihre Feuerstellungen unmittelbar südlich Büchen und im Geländeeinschnitt der Bahnlinie in Müssen bezogen.
Nach erheblichen Verlusten im ersten Sturmangriff änderte die Division ihre Kampfweise: Aus den nahe am Feind eingenommenen Stellungen arbeiteten sich die Grenadiere in kleinen Gruppen an den Gegner heran, um schließlich durch Nahkampf im „Fechten mit Feuer“ in seine Stellungen einzubrechen. Aber die britischen Stellungen hielten. Britische Artillerie riegelte den Gefechtsraum ab und verhinderte dadurch den Einsatz der zweiten Angriffsstaffel. Nach hohen Verlusten, dem Liegenbleiben des Angriffs und dem Auftreten britischer Panzer wurde der Angriff abgebrochen und die Division auf die Steinau-Mühlenau-Linie zurückgenommen.
Die am Abend des 30. April 1945 zwischen dem Elbe-Lübeck-Kanal bei Büchen über Nüssau, die Mühlenau entlang bis kurz vor Müssen bezogene Verzögerungslinie hatte nach den Verlusten beim Gegenangriff auf Basedow nur noch die Stärke einer Regiments-Kampfgruppe. Um die Lücken zu füllen und annähernd die Sollstärke zu erreichen, wurden der Division neben dem Feldersatz-Bataillon 245 auch Angehörige der Luftwaffe, der Marine, der Landesschützen und des Volkssturms zugewiesen.
Das britische VIII. Corps unter seinem kommandierenden General Evelyn Barker griff unentwegt weiter an. Noch war nicht entschieden, ob die Briten oder die Sowjets die beiden Ostsee-Städte Lübeck und Wismar einnehmen würden. Der Widerstand in Sahms, Kankelau und Büchen hatte die britischen Divisionen zeitweise aufgehalten.
Am 2. Mai 1945 erklärte der Divisionsstab der 245. Infanterie-Division den britischen Aufklärern und nachdrängenden Infanteristen seine Kapitulationsbereitschaft. Er befand sich zu diesem Zeitpunkt im Raum Kühsen-Anker, wohin er sich nach dem Gegenangriff auf Basedow und der Verteidigung der Steinau bei Büchen und Pötrau mit den noch vorhandenen 2.500 Soldaten zurückgezogen hatte. General Sander wurde am Abend des 2. Mai 1945 gefangen genommen.

### Kapitulation
Die Reste der Division kamen in britische Kriegsgefangenschaft, und zwar zunächst in Ratzeburg und in Mölln, später im Sperrgebiet F.

### Operation Eclipse
Im Rahmen der Operation Eclipse wurden die zum Zeitpunkt der Kapitulation noch bestehenden deutschen Streitkräfte zwar entwaffnet, jedoch nicht aufgelöst. Vielmehr wurden ihnen Aufenthaltsräume zugewiesen, in denen sie zunächst als möglichst intakte Organisation weiter bestehen und sich selbst versorgen und verwalten sollten, um eine geregelte Abwicklung zu gewährleisten. Insbesondere in der britischen Besatzungszone zögerte man mit der Auflösung, weil Premierminister Churchill bereits direkt nach Kriegsende einen Krieg mit der Sowjetunion befürchtete und sich die Möglichkeit erhalten wollte, deutsche Kräfte als Verstärkung einzusetzen. Erst Ende 1945 und auf erheblichen sowjetischen Druck wurde die Auflösung der Wehrmacht beschleunigt. Die gefangenen Soldaten der 245. Infanterie-Division wurden bereits am 2. August 1945 aus Wehrmacht und Gefangenschaft entlassen.
| Datum         | Armee         | Heeresgruppe | Einsatzraum |
| ------------- | ------------- | ------------ | ----------- |
| Oktober 1943  | 15.           | D            | Rouen       |
| November 1943 | 15.           | D            | Dieppe      |
| August 1944   | 15.           | B            | Belgien     |
| Oktober 1944  | 15.           | B            | Tilburg     |
| Dezember 1944 | 1.            | G            | Saarpfalz   |
| Januar 1945   | 1.            | G            | Nord-Elsaß  |
| März 1945     | z. Vfg.       | OB West      | Niederrhein |
| April 1945    | 1. Fallschirm | OB Nordwest  | Lauenburg   |

## Gliederung
- Grenadier-Regiment 935
- Grenadier-Regiment 936
- Grenadier-Regiment 937
- Artillerie-Regiment 245
- Pionier-Bataillon 245
- Feldersatz-Bataillon 245
- Panzerjäger-Abteilung 245
- Füsilier-Bataillon 245
- Infanterie-Divisions-Nachrichten-Abteilung 245
- Infanterie-Divisions-Nachschubführer 245

## Kommandeure
| Dienstantritt     | Dienstgrad      | Name           |
| ----------------- | --------------- | -------------- |
| 8. September 1943 | Generalleutnant | Erwin Sander   |
| 6. Dezember 1944  | Generalmajor    | Gerhard Kegler |
| Januar 1945       | Generalleutnant | Erwin Sander   |
| 1. April 1945     | Generalmajor    | Kuno Dewitz    |